# Magyar Tájépítészek Szövetsége
A Magyar Tájépítészek Szövetsége a magyarországi tájépítészek szakmai nonprofit, közhasznú civil szervezete. A szövetség (mint nemzeti szövetség) hivatalos és teljes jogú tagja a Tájépítészek Nemzetközi Szövetségének (IFLA), amelyben a magyarországi tájépítészeket képviseli.

## A szövetség története
A Magyar Tájépítészek Szövetségének (MTSZ) jogelődjét, a Magyar Kertépítészek és Tájrendezők Szövetségét (MKTSZ) a fővárosi bíróság hivatalosan 1991. június 11-én  jegyezte  be  országos  szakmai  civil  szervezetként, érdekképviseleti működési körrel. Valójában a tájépítészek  szövetkezése  ennél  jóval  régebbi  múltra nyúlik vissza: a Szövetség elődjének a rendszerváltozás előtti időkből az Építésügyi Tudományos Egyesületen belül az 1970-es  évek  második  felében  életre  hívott Tájrendezési és Kertépítészeti Szakosztály tekinthető.
A rendszerváltozás után immár civil egyesületként működtethető szövetség első elnöke dr. Misley Károly volt 1991-94 között. Misley Károly a VÁTI-ban, majd az ÉVM-ben és az OKTH-ban töltött be  tervezői, vezetői szerepköröket, majd a KTM-ben közigazgatási államtitkár volt, ahol elsősorban a szakmai külügyi kapcsolatokért volt felelős. A sok nyelvet beszélő, széles látókörű tájépítész 1994-től Argentínában,  Paraguayban, Uruguayban lett nagykövet 1998-as nyugdíjazásáig. Az MKTSZ alapító elnökeként megteremtette a szövetség működési kereteit, és megerősítette a magyar tájépítészek IFLA-val való kapcsolatait.
A Szövetség elnöki posztját 2000-ig dr. Rácz Tamás töltötte be, aki 1972-es diplomázása után a VÁTI-ban helyezkedett el. Újító szellemű különc, aki az ENSZ Termál projektjének hazai vezetésével, az 1982-től elindult agroökopotenciál kutatásokkal, a térinformatika és a légifelvételes elemzés hazai területi tervezésbe történő bevezetésével egyaránt beírta nevét a szakmatörténetbe. 1982-ben esők között alakított GMK-t, saját motoros sárkányt fejlesztett légifelvételezéshez, tanult az USA- ban és „becsempészte” az első Macintosh-ok egyikét az országba, hogy térinformatikát fejlesszen rajta. Irányítása alatt a szövetség belső kohéziója erős maradt, gazdálkodása pedig stabilizálódott.
A Magyar Építész Kamara megalakulásával, és azon belül a Táj- és Kertépítész Tagozat felállásával a szövetség jelentősége csökkent, 2000 után a soron következő elnökök – dr. Illyés Zsuzsa (2000-2003), dr. Petrekovich-Perjés András  (2003-2010) megújítási kísérletei az alacsony tagsági aktivitás miatt nem értek célt, ugyanakkor a szervezet jogilag fenn tudott maradni. 2011-ben vált nyilvánvalóvá, hogy a szakmapolitikai törekvések, a szakma kohéziójának megszilárdítása, az atomizálódott szakmai közélet megújítása érdekében szükség van egy szakmai civil szervezetre is a kamarai tagozaton kívül, amely elsősorban a tervezői névjegyzékbe sorolt, aktív mérnök tervezőket tömöríti, de a teljes szakma megszólítására nem képes.
A kamarai tagozat kezdeményezésére 2011-ben tisztújítás történt a szövetségben, ahol egy megfiatalított, erős, tettre kész elnökség kezdte meg a szövetség új alapokra helyezését, és stratégia partnerségek kiépítését a nemzetközi szakmai szervezetekkel (IFLA, IFLA Europe, V4-ek), és a hazai minisztériumokkal (BM, VM), valamint a partner civil szervezettekkel (MÖFÖSZ, MAKEOSZ, Green City Tamács, ZEOSZ, Rerrich Béla Tájépítész Szakkollégium).

## A szervezet felépítése

### A szövetség Elnöke
Kiemelt feladata a szövetség hivatalos képviselete és a szövetségen belül meglévő megannyi szakmai szempont és nézőpont optimális integrálása. Az Elnök irányítja a szövetség külső kommunikációját a Titkár és a Külügyi Titkár segítségével.

### Elnökség
A szövetség Elnöksége együttesen végzi az operatív irányítást. Célja az, hogy a megfogalmazza a részletes, egy-egy időszakra vonatkozó feladatokat és irányítsa azok megoldását. A tagság vagy az  elnökség által felvetett és jóváhagyott problémák megoldására, célok elérésére az Alelnökök építenek Munkacsoportot, Támogató Tag és Segítő tagok bevonásával.

### Tanácsadó tagok
A szövetség olyan nagy szakmai tapasztalattal rendelkező tagjai, akik tapasztalatuk átadásával, konzultatív szerepkörben meghatározó szereplői a munkacsoportoknak. Az ő munkájukon keresztül válik átmenthetővé a szövetség céljainak érvényesítése során az akár évtizedek alatt megszerzett tapasztalat. A kitűzött célok tematikája szerint az Elnökség kéri fel a Támogató Tagokat.

### Segítő tagok
A szövetség olyan, fiatal, aktív tagjai, akik adott tárgyú tapasztalatuk és élethelyzetük miatt képesek biztosítani az egy-egy kitűzött cél elérése érdekében elvégzendő részletes munkarészeket, egy Alelnök és a Támogató Tag iránymutatása szerint.

### Aktív tagok
A szövetség olyan tagjai, akik részt vesznek a szervezet munkájában. Ők válhatnak Támogató vagy Segítő tagokká abban az esetben, ha olyan munkacsoport épül, amelyben az ő tudásuk kamatoztatható a legkedvezőbben.

### Passzív tagok
Olyan tájépítészek, akik jelenleg még nem tagjai a szövetségnek, de hisznek abban, hogy egy szakmai szervezet erősebb súllyal képes képviselni, érvényesíteni közös szakmai céljainkat a társadalomban, mint az egyének. A szövetség számít rájuk.

### Ügyvitel
Az Elnök, egy kijelölt Alelnök és a Titkár közösen irányítják a Szövetség operatív ügyviteli rendszerét. Az Elnök, a Titkár és a Külügyi titkár közösen irányítják a Szövetség külső kommunikációját.

## A szövetség célja
- A táj- és kertépítészet hagyományainak ápolása és új irányainak keresése, a tájépítészeti minőség javítása, a környezet természeti és kulturális értékeinek megőrzése és bővítése valamint komplex ökológiai rendszerének javítása, a szakterület társadalmi szerepének növelése, érdekeinek hatékony képviselete.
- A tájépítészet ügyének és a tájépítészek segítése.
- Szakmai minőség fejlesztése továbbképzéssel és minőségfelügyelettel.
- Szakmai érdekérvényesítés megerősítése szakterületünkre hatást gyakorlók irányába.
- A tájépítészet társadalmi ismertségének és elfogadásának javítása.
- A szakmán belüli kohézió erősítése.
- A Szövetség tagságának bővítése.

## Tevékenységi körök
- Az épített és az ember által használt természetközeli környezet átfogó – ökológiai, gazdasági, társadalmi és esztétikai szemléletű alakítása.
- A műszaki szemléletű tervezés, irányítás, gondolkodás elmozdítása az átfogó, ökológiai alapú megközelítés felé.
- A szakmai célok eléréséhez, bemutatásához rendezvények, kiállítások, konferenciák szervezése,
- hasonló szakmai rendezvényeken való megjelenés, a nemzetközi szakmai szervezetek munkájában való részvétel (IFLA, EFLA).
- A tervezési rendszer és tervezési jogosultság összehangolása kiemelt figyelemmel a köztér, közterület, zöldfelület, valamint a tájrendezés tartalmára és a tervezési jogosultság, az engedélyezési és ellenőrzési tevékenység szabályozására.